# Jim Younger
Pour les articles homonymes, voir Younger.
James Hardin Younger (né le 15 janvier 1848 - 19 octobre 1902), est un gangster et membre du Gang James-Younger.
Il est né dans le Missouri en 1848. Il est le neuvième enfant sur les quatorze nés du couple Henri Washington Younger et Bersheba Leighton Fristoe. Jim Younger et ses frères Cole et Bob rejoignent les confédérés, tout particulièrement les cavaliers de Quantrill en 1864. Durant une attaque des soldats de l'Union, Jim est fait prisonnier, et William Quantrill est tué. Jim restera prisonnier jusqu'à la fin de la guerre de Sécession.
Après la guerre, Jim rentre dans son village et travaille dans un ranch. En 1873, il rejoint le gang des James-Younger, gang fondé par son frère Cole Younger et ses cousins Frank James et Jesse James.
En 1874, Jim est certainement présent lors de l'attaque par l'agence de détective Pinkerton à Roscoe, Missouri. Son frère John meurt ce jour-là. Il quitte le gang et part pour la Californie à San Luis Obispo.
En 1876, Jim réintègre le gang et participe à l'attaque des banques de Northfield, dans le Minnesota. Il est emprisonné avec son frère Cole. Après sa libération, il est engagé par Alix Mueller, qui était dans la même cellule pendant vingt ans. En 1902, le 19 octobre, il se suicide ; son corps est ramené à Lee's Summit, au Missouri, où il est inhumé.